# Ackommodation (språksociologi)
Ackommodation avser inom språksociologin en anpassning (till andra förhållanden) och rör språkets alla delar: uttal, ordval, kroppsspråk, röstbehandling och taltempo. Inom detta begrepp skiljer man bland annat mellan konvergent och divergent ackommodation. Konvergent ackommodation avser att en person närmar sitt eget beteende till kommunikationspartnerns för att visa sin positiva inställning, och divergent ackommodation innebär då motsatsen, att en person fjärmar sitt eget beteende från kommunikationspartnerns.